# Tsunami Záhorská Bystrica
Tsunami Záhorská Bystrica ist eine slowakische Floorballmannschaft aus Záhorská Bystrica, einem Stadtteil von Bratislava. Sie ist Teil des Muttervereins ŠK Hargašova Záhorská Bystrica. Der Verein wurde am 2. Oktober 2006 gegründet. 
Nach der Fusion der Floorball-Abteilung mit dem FBK Bogdau Stupava im Jahr 2013 trat die Mannschaft kurzfristig unter der Bezeichnung Tsunami Stupava an, ehe der heutige Name für die Floorball-Mannschaft festgelegt wurde.
Die erste Herrenmannschaft von Tsunami spielt in der Extraliga, der höchsten Spielklasse der Slowakei, und konnte dort 2025 den dritten Meistertitel nach 2017 und 2018 gewinnen. Der größte internationale Erfolg des Vereins war der Gewinn des EuroFloorball Cup 2019. Zuvor wurde bereits die EuroFloorball Challenge 2017 gewonnen.

## Erfolge

### Herren
- Meister (3): 2017, 2018, 2025
- EuroFloorball Cup: 2019
- EuroFloorball Challenge: 2017